# パーマーク

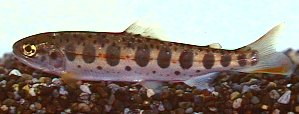
パーマーク（ヤマメ）

パーマーク（英: parr mark）は、サケ・マス類の幼魚特有の、体に見られる小判形の斑紋である。パー・マークと表記されることもある。

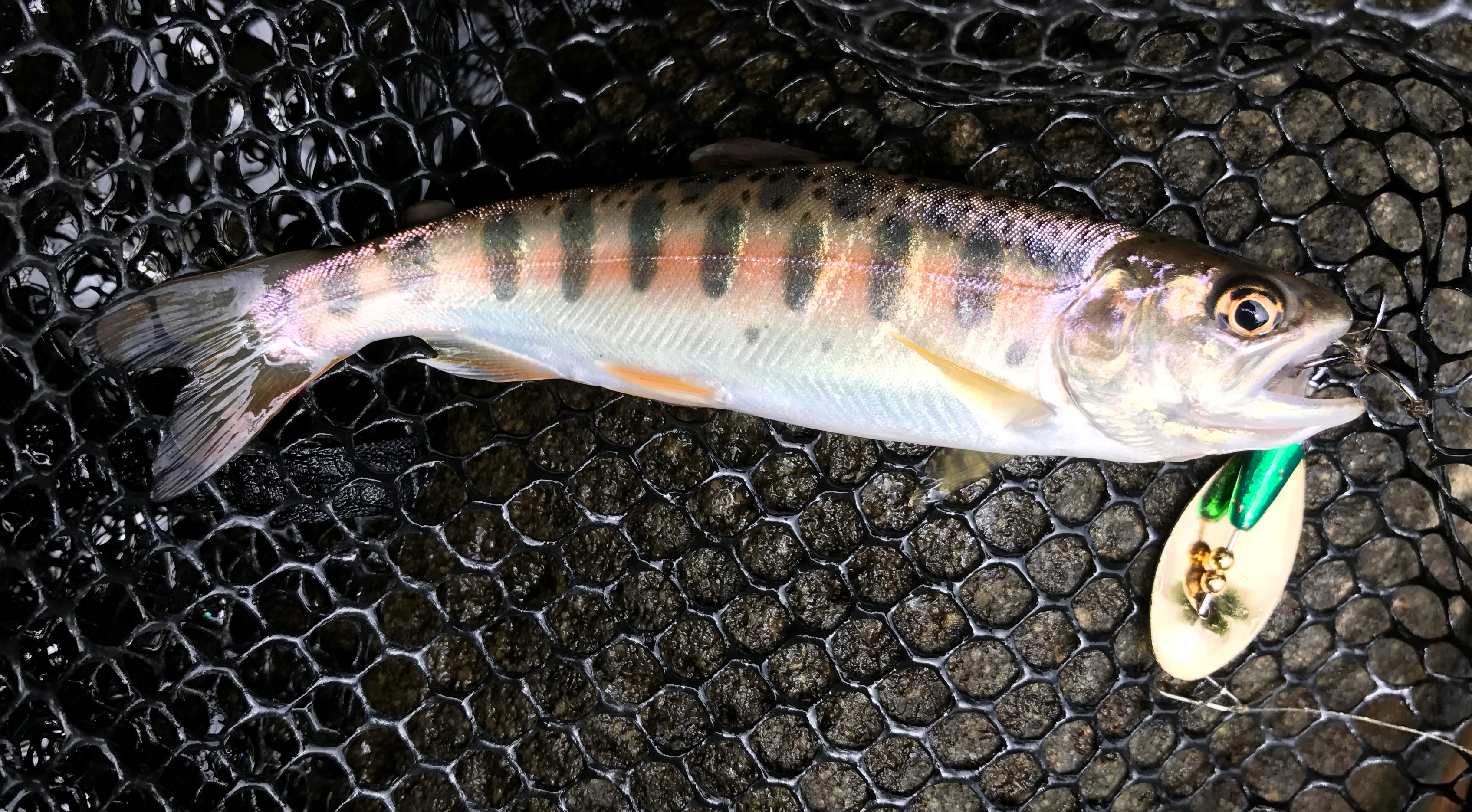
パーマーク（ヤマメ）

## 概要
サケ・マス類の幼魚の体によく見られる模様で、その色は暗青色や紫黒色、赤紫色と様々である（表を参照）。川底の小石と似ていることから、カモフラージュの役割があると考えられている。サケ・マス類の子どもには成長段階に応じて特別な呼称があり、回遊生活前に見られるこの斑紋を備えたものは「パー（parr）」と呼ばれる。また、カラフトマスのように、サケ科であっても認められない場合もある。
| 魚の種類     | パーマークの有無 | 備考                                                                                   |
| ------------ | ---------------- | -------------------------------------------------------------------------------------- |
| ヤマメ       | 有               | 紫黒色、赤紫色。生涯認められる。                                                       |
| アマゴ       | 有               | 茶色                                                                                   |
| イトウ       | 有               |                                                                                        |
| アメマス     | 有               |                                                                                        |
| イワナ       | 有               |                                                                                        |
| サクラマス   | 有               | 鮮麗な小判形（幼稚魚時）                                                               |
| サケ         | 有               | 暗青色、楕円形。黒っぽい斑紋。                                                         |
| ニジマス     | 有               | 稚魚の時期には、体側に8～12個。体長が15～18cmになると消失する。                        |
| ビワマス     | 有               |                                                                                        |
| ベニザケ     | 有               | 小さくて卵形をなし，側線からわずかに下に出るのみ。                                     |
| ギンザケ     | 有               | 大型で目立つ。                                                                         |
| マス         | 有               | 砂れきから浮上する約30mmごろに顕著に認められる。降海する10〜15cmごろには不明瞭となる。 |
| オショロコマ | 有               | 体側に 5～10個のパーマークと呼ばれる斑紋と赤色点が散在（降海型の場合、降海時に消失）。 |
| カラフトマス | 無               |                                                                                        |
| ホウライマス | 無               |                                                                                        |

## パーマークによる識別
ヤマメとサクラマスの判別実験において、パーマークが、サクラマスでは53個体中52個体で確認できなかった一方、ヤマメでは32個体中29個体（9割以上）で確認できたことから、パーマークの有無によって、ヤマメとサクラマスを識別することが可能である。
また、パーマークに朱点があるかどうかで、ヤマメとアマゴを区別することが可能である。